# Stadion im. Nikosa Gumasa
Stadion im. Nikosa Gumasa – były wielofunkcyjny stadion w Nea Filadelfia, zachodnim przedmieściu Aten. Najczęściej był używany przy okazji meczów piłkarskich zespołu AEK Ateny. Nazwa "Nikos Goumas" pochodzi od nazwiska jednego z prezydentów AEK, który zapoczątkował budowę stadionu i rozbudowę kompleksu sportowego.
Przed rokiem 1979 stadion miał kształt końskiej podkowy. W roku 1979 wzniesiono dwustopniową południową trybunę, zamykając "podkowę" i czyniąc stadion największym wówczas w Atenach. To właśnie ta trybuna była nazywana "Krytą" (Skepasti) i w latach 70. była trybuną najzagorzalszych fanatyków AEK. Po konstrukcji trybuny w 1979 stadion mógł pomieścić 35 000 ludzi, jednak gdy w roku 1998 zamontowano krzesełka na wszystkich trybunach, pojemność wynosiła już 27 729.
Po przenosinach AEK na Stadion Olimpijski w Atenach stadion został zburzony w czerwcu 2003.